# DERA
DERA (англ. Deoxyribose-phosphate aldolase) – білок, який кодується однойменним геном, розташованим у людей на 12-й хромосомі. Довжина поліпептидного ланцюга білка становить 318 амінокислот, а молекулярна маса — 35 231.
| 10         |  | 20         |  | 30         |  | 40         |  | 50         |
| ---------- |  | ---------- |  | ---------- |  | ---------- |  | ---------- |
| MSAHNRGTEL |  | DLSWISKIQV |  | NHPAVLRRAE |  | QIQARRTVKK |  | EWQAAWLLKA |
| VTFIDLTTLS |  | GDDTSSNIQR |  | LCYKAKYPIR |  | EDLLKALNMH |  | DKGITTAAVC |
| VYPARVCDAV |  | KALKAAGCNI |  | PVASVAAGFP |  | AGQTHLKTRL |  | EEIRLAVEDG |
| ATEIDVVINR |  | SLVLTGQWEA |  | LYDEIRQFRK |  | ACGEAHLKTI |  | LATGELGTLT |
| NVYKASMIAM |  | MAGSDFIKTS |  | TGKETVNATF |  | PVAIVMLRAI |  | RDFFWKTGNK |
| IGFKPAGGIR |  | SAKDSLAWLS |  | LVKEELGDEW |  | LKPELFRIGA |  | STLLSDIERQ |
| IYHHVTGRYA |  | AYHDLPMS   |  |            |  |            |  |            |

A: Аланін

C: Цистеїн

D: Аспарагінова кислота

E: Глутамінова кислота

F: Фенілаланін

G: Гліцин

H: Гістидин

I: Ізолейцин

K: Лізин

L: Лейцин

M: Метіонін

N: Аспарагін

P: Пролін

Q: Глутамін

R: Аргінін

S: Серин

T: Треонін

V: Валін

W: Триптофан

Кодований геном білок за функцією належить до ліаз. 
Білок має сайт для зв'язування з Шиффовими основами. 
Локалізований у цитоплазмі, ядрі.